# ANS (小惑星)
ANS (9996 ANS) は、小惑星帯に位置する小惑星である。パロマー天文台のトム・ゲーレルスとライデン天文台のファン・ハウテン夫妻が発見した。
1974年8月30日に打ち上げられた、オランダ初の人工衛星で紫外線・X線観測衛星のANS（英語：Astronomical Netherlands Satellite、オランダ語: Astronomische Nederlandse Satelliet、オランダ天文衛星）にちなんで名づけられた。